# Lista de músicos recordistas de vendas em Portugal

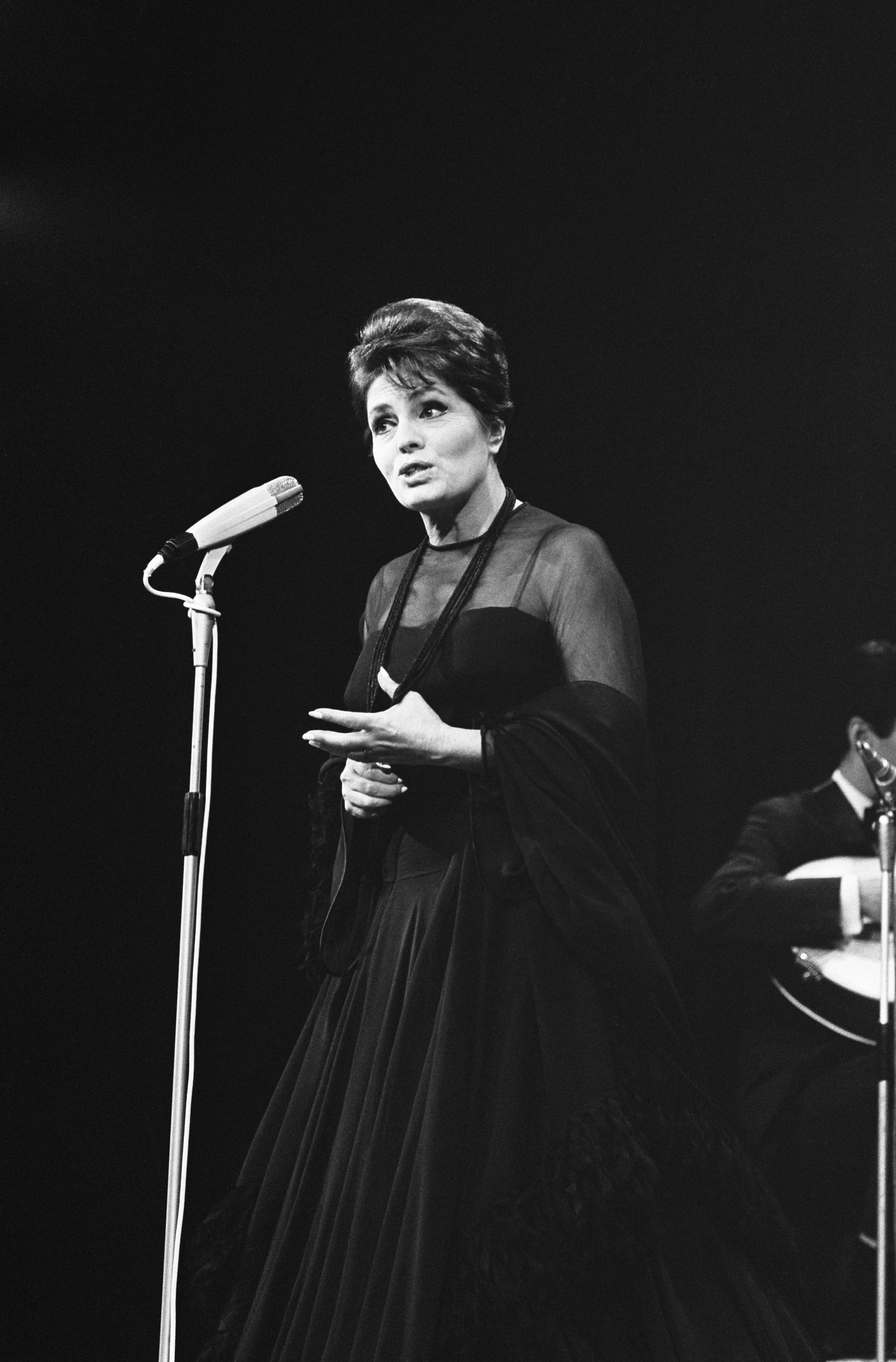
Amália Rodrigues, a líder nas vendas de discos em Portugal.

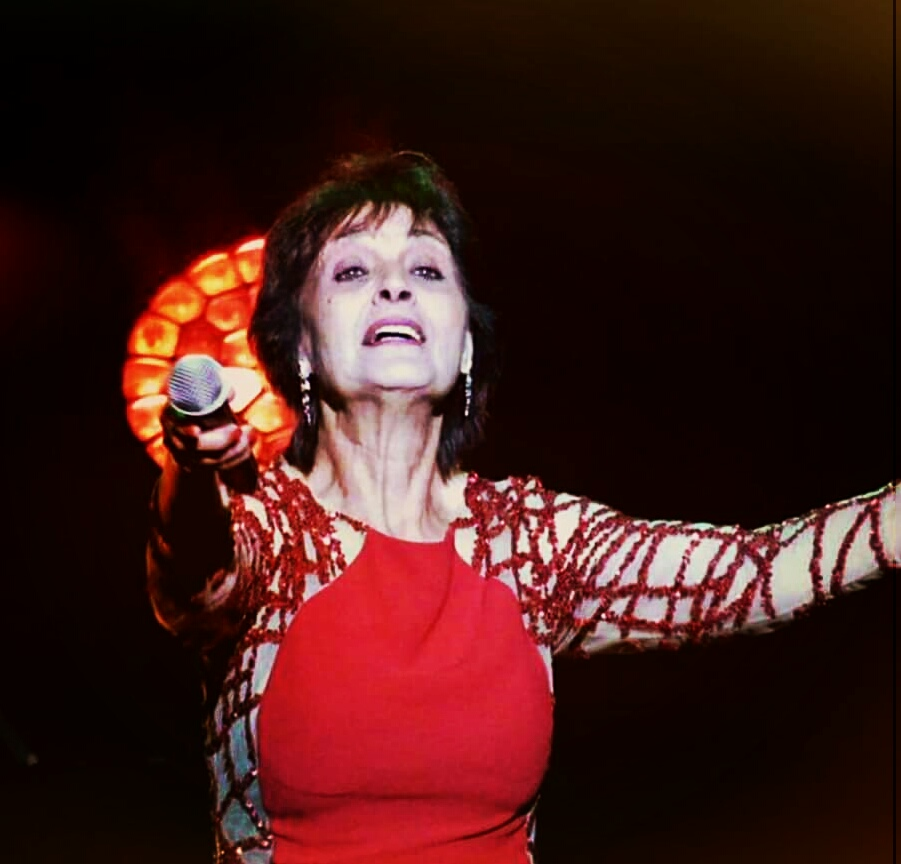
Linda de Suza, a cantora emigrante que vendeu milhões de discos em Portugal e no mundo.

A lista de músicos recordistas de vendas em Portugal é organizada em ordem de cópias vendidas. A fadista Amália Rodrigues é a artista portuguesa que mais vendeu discos na história, seguida pelo cantor popular Roberto Leal e pela cantora Linda de Suza.
Na História da música portuguesa somente o cantor Marco Paulo conseguiu vender mais de um milhão de cópias com apenas um disco.

## Artistas nacionais
| Artista                | Período       | Gênero(s)                                       | Vendas estimadas       |
| ---------------------- | ------------- | ----------------------------------------------- | ---------------------- |
| Amália Rodrigues       | 1940-1999     | Fado                                            | 30 milhões             |
| Roberto Leal           | 1971-2019     | Música popular portuguesa, fado                 | 25 milhões. 15 milhões |
| Linda de Suza          | 1979-2022     | Música popular portuguesa                       | 8 milhões              |
| Jorge Ferreira         | 1979-presente | Música popular portuguesa                       | 6 milhões              |
| Marco Paulo            | 1966-2024     | Música popular portuguesa                       | 5 milhões              |
| Carlos do Carmo        | 1964-2020     | Fado                                            | 5 milhões              |
| Tony Carreira          | 1988-presente | Música popular portuguesa                       | 4 milhões              |
| Dulce Pontes           | 1991-presente | Música popular portuguesa, Fado                 | 3,5 milhões            |
| Delfins                | 1984-2009     | Pop-Rock                                        | 3 milhões              |
| Madredeus              | 1986-presente | Música popular portuguesa, Fado                 | 3 milhões              |
| José Malhoa            | 1969-presente | Música popular portuguesa                       | 3 milhões              |
| Paulo Gonzo            | 1986-presente | Pop-Rock                                        | 1,5 milhão             |
| UHF                    | 1978-presente | Pós-punk, rock, hard rock                       | 1,5 milhão             |
| Rui Veloso             | 1980-presente | Rock                                            | 1,2 milhão             |
| Ana Moura              | 2003-presente | Fado                                            | 1 milhão               |
| Mariza                 | 2001-presente | Fado, Folk                                      | 1 milhão               |
| Onda Choc              | 1987-2006     | Música infanto-juvenil                          | 1 milhão               |
| Ministars              | 1986-1995     | Música infanto-juvenil                          | 1 milhão               |
| Pedro Abrunhosa        | 1994-presente | Pop-Rock, Música popular portuguesa             | 800 mil                |
| António Mourão         | 1967-1990     | Fado                                            | 750 mil                |
| Santamaria             | 1998-presente | Eurodance                                       | 700 mil                |
| Tonicha                | 1964-presente | Música popular portuguesa                       | 600 mil                |
| D'ZRT                  | 2005-2009     | Pop, Pop-Rock, Teen Pop                         | 500 mil                |
| Ana Malhoa             | 1985-presente | Música popular portuguesa, Pop-Rock, Pop Latino | 635 mil                |
| Nuno da Câmara Pereira | 1982-presente | Fado                                            | 500 mil                |
| David Carreira         | 2011-presente | Pop                                             | 300 mil                |

## Artistas internacionais

### Maiores vendas em Portugal
| Artista         | Período       | País de origem | Gênero(s)           | Vendas estimadas |
| --------------- | ------------- | -------------- | ------------------- | ---------------- |
| Julio Iglesias  | 1969-presente | Espanha        | Pop Latino          | 5 milhões        |
| Roberto Carlos  | 1959-presente | Brasil         | MPB/Jovem Guarda    | 1,5 milhão       |
| Daniela Mercury | 1981-presente | Brasil         | Axé music           | 1 milhão         |
| ABBA            | 1972-1982     | Suécia         | Pop/Disco           | 650 mil          |
| Pink Floyd      | 1967-2014     | Reino Unido    | Rock                | 650 mil          |
| The Beatles     | 1960-1970     | Reino Unido    | Pop Rock            | 600 mil          |
| Madonna         | 1983-presente | Estados Unidos | Pop                 | 600 mil          |
| U2              | 1980-presente | Irlanda        | Pop Rock            | 600 mil          |
| Caetano Veloso  | 1967-presente | Brasil         | MPB                 | 550 mil          |
| Ivete Sangalo   | 1999-presente | Brasil         | Axé music           | 555 mil          |
| Shakira         | 1996-presente | Colômbia       | Pop/Pop Latino      | 500 mil          |
| Laura Pausini   | 1993-presente | Itália         | Pop Latino          | 500 mil          |
| Andrea Bocelli  | 1993-presente | Itália         | Ópera               | 500 mil          |
| Alejandro Sanz  | 1989-presente | Espanha        | Pop Latino          | 500 mil          |
| Ney Matogrosso  | 1975-presente | Brasil         | MPB                 | 500 mil          |
| Fafá de Belém   | 1973-presente | Brasil         | MPB                 | 500 mil          |
| Michael Jackson | 1964-2009     | Estados Unidos | Pop/R&B             | 500 mil          |
| Maria Bethânia  | 1965-presente | Brasil         | MPB                 | 500 mil          |
| Las Ketchup     | 2002-2006     | Espanha        | Pop Latino/Flamenco | 300 mil          |
| Nelly Furtado   | 2000-presente | Canadá         | Pop/R&B             | 100 mil          |

## Álbuns

### Álbuns nacionais mais vendidos por ano
| Ano  | Artista                         | Álbum                                   | Certificação | Vendas estimadas |
| ---- | ------------------------------- | --------------------------------------- | ------------ | ---------------- |
| 2024 | Slow J                          | Afro Fado                               | 1× Platina   | 20.000           |
| 2023 | Ana Moura                       | Casa Guilhermina                        | Ouro         |                  |
| 2022 | Ana Moura                       | Casa Guilhermina                        | Ouro         |                  |
| 2021 | Tony Carreira                   | Recomeçar                               | Ouro         |                  |
| 2020 | Mariza                          | Mariza canta Amália                     |              |                  |
| 2019 | Xutos & Pontapés                | Duro                                    |              |                  |
| 2018 | António Zambujo e Miguel Araújo | 28 Noites Ao Vivo Nos Coliseus          | Ouro         | 8.000            |
| 2017 | Tony Carreira                   | Sempre Mais                             |              |                  |
| 2016 | Ana Moura                       | Moura                                   | 3× Platina   | 45.000           |
| 2015 | D.A.M.A.                        | Uma Questão de Principio                | 1× Platina   | 15.000           |
| 2014 | Tony Carreira                   | Tony Carreira 25 Anos                   | 4× Platina   | 60.000           |
| 2013 | Ana Moura                       | Desfado                                 | 6× Platina   | 90.000           |
| 2012 | Tony Carreira                   | Essencial                               | 4× Platina   | 60.000           |
| 2011 | Aurea                           | Aurea                                   | 2× Platina   | 30.000           |
| 2010 | Tony Carreira                   | O Mesmo de Sempre                       | 5× Platina   | 100.000          |
| 2009 | Hoje                            | Amália Hoje                             | 4× Platina   | 80.000           |
| 2008 | Tony Carreira                   | O Homem Que Sou                         | 7× Platina   | 140.000          |
| 2007 | Tony Carreira                   | A Vida Que Eu Escolhi                   | 7× Platina   | 140.000          |
| 2006 | Floribella                      | Floribella                              | 11× Platina  | 220.000          |
| 2005 | D'ZRT                           | D'ZRT                                   | 13× Platina  | 260.000          |
| 2003 | Mariza                          | Fado Curvo                              | 6× Platina   | 120.000          |
| 2002 | Mariza                          | Fado em Mim                             | 6× Platina   | 120.000          |
| 2001 | Rui Veloso                      | O Melhor de Rui Veloso - 20 anos depois | 6× Platina   | 120.000          |
| 2000 | Santamaria                      | Voar                                    | 6× Platina   | 120.000          |
| 1999 | Amália Rodrigues                | O Melhor de Amália                      | Diamante     | 400.000          |
| 1998 | Paulo Gonzo                     | Quase Tudo                              | 6× Platina   | 250.000          |
| 1997 | Delfins                         | Saber Amar                              | 6× Platina   | 240.000          |
| 1996 | Pedro Abrunhosa                 | Tempo                                   | 6× Platina   | 185.000          |
| 1995 | Delfins                         | O Caminho da Felicidade                 | 7× Platina   | 240.000          |
| 1994 | Pedro Abrunhosa                 | Viagens                                 | 3× Platina   | 140.000          |
| 1993 | Dulce Pontes                    | Lágrimas                                | Diamante     | 400.000          |
| 1992 | Dulce Pontes                    | Lusitana                                | 7× Platina   | 280.000          |
| 1991 | Rui Veloso                      | Mingos & Os Samurais                    | 7× Platina   | 280.000          |
| 1990 | Amália Rodrigues                | Obsessão                                | 7× Platina   | 280.000          |
| 1988 | Roberto Leal                    | Quando seremos estrelas                 | Diamante     | 500.000          |

### Álbuns internacionais mais vendidos por ano
| Ano  | Artista                    | Álbum                                    | País de origem                         | Certificação | Vendas estimadas |
| ---- | -------------------------- | ---------------------------------------- | -------------------------------------- | ------------ | ---------------- |
| 2024 | Billie Eilish              | Hit Me Hard and Soft                     | Estados Unidos                         | Platina      |                  |
| 2023 | Taylor Swift               | 1989 (Taylor's Version)                  | Estados Unidos                         |              |                  |
| 2022 | Harry Styles               | Harry's House                            | Reino Unido                            | Ouro         |                  |
| 2021 | Pink Floyd                 | The Dark Side of the Moon                | Reino Unido                            |              |                  |
| 2020 | BTS                        | Map Of The Soul: 7                       | Coreia do Sul                          |              |                  |
| 2019 | Queen                      | The Platinum Collection                  | Reino Unido                            |              |                  |
| 2018 | Bradley Cooper / Lady Gaga | A Star Is Born                           | Estados Unidos                         | Ouro         | 3.768            |
| 2017 | Ed Sheeran                 | ÷                                        | Reino Unido                            |              |                  |
| 2016 | David Bowie                | Blackstar                                | Reino Unido                            | Ouro         | 7.500            |
| 2015 | Violetta                   | Violetta em Concerto                     | Argentina                              | 4× Platina   | 60.000           |
| 2014 | Violetta                   | Violetta: A Música É O Meu Mundo         | Argentina                              | 4× Platina   | 60.000           |
| 2013 | One Direction              | Midnight Memories                        | Reino Unido/ Irlanda                   | 2× Platina   | 30.000           |
| 2012 | Pablo Alborán              | En Acústico                              | Espanha                                | 6× Platina   | 90.000           |
| 2011 | Paula Fernandes            | Paula Fernandes: Ao Vivo                 | Brasil                                 | 4× Platina   | 60.000           |
| 2010 | Lady Gaga                  | The Fame Monster                         | Estados Unidos                         | Platina      | 20.000           |
| 2009 | Il Divo                    | The Promise                              | Espanha/ França/ Estados Unidos/ Suíça | 2× Platina   | 40.000           |
| 2008 | Amy Winehouse              | Back to Black                            | Reino Unido                            | 2× Platina   | 40.000           |
| 2007 | Il Divo                    | Siempre                                  | Espanha/ França/ Estados Unidos/ Suíça | 2× Platina   | 40.000           |
| 2006 | Il Divo                    | Ancora                                   | Espanha/ França/ Estados Unidos/ Suíça | 2× Platina   | 40.000           |
| 2005 | Shakira                    | Fijación Oral, Vol. 1                    | Colômbia                               | 5× Platina   | 100.000          |
| 2004 | O-Zone                     | DiscO-Zone                               | Roménia/ Moldávia                      | 4× Platina   | 80.000           |
| 2004 | Ivete Sangalo              | MTV Ao Vivo                              | Brasil                                 | 4× Platina   | 80.000           |
| 2003 | Tribalistas                | Tribalistas                              | Brasil                                 | 8× Platina   | 160.000          |
| 2002 | Las Ketchup                | Hijas del Tomate                         | Espanha                                | 15× Platina  | 300.000          |
| 2001 | Shakira                    | Laundry Service                          | Colômbia                               | 9× Platina   | 170.000          |
| 2000 | Carlos Santana             | Supernatural                             | México                                 | 7× Platina   | 140.000          |
| 1999 | Andrea Bocelli             | Sogno                                    | Itália                                 | 5× Platina   | 200.000          |
| 1998 | Vários artistas            | Titanic                                  | Estados Unidos                         | 6× Platina   | 240.000          |
| 1997 | Spice Girls                | Spice                                    | Reino Unido                            | 4× Platina   | 160.000          |
| 1996 | Enrique Iglesias           | Canta em Português                       | Espanha                                | 7× Platina   | 280.000          |
| 1996 | Daniela Mercury            | Feijão com Arroz                         | Brasil                                 | 7× Platina   | 280.000          |
| 1995 | Laura Pausini              | Laura Pausini                            | Itália                                 | 5× Platina   | 200.000          |
| 1994 | Mariah Carey               | Music Box                                | Estados Unidos                         | 4× Platina   | 160.000          |
| 1993 | Whitney Houston            | The Bodyguard: Original Soundtrack Album | Estados Unidos                         | 5× Platina   | 200.000          |
| 1992 | Queen                      | Greatest Hits II                         | Reino Unido                            | 3× Platina   | 120.000          |
| 1991 | Enigma                     | MCMXC a.D.                               | Alemanha/ Roménia                      | 6× Platina   | 240.000          |
| 1990 | Phil Collins               | ...But Seriously                         | Reino Unido                            | 5× Platina   | 200.000          |

### Singlesmais bem sucedidos por ano (Airplay)
| Ano  | Título                       | Artista                              | País de origem               | Semanas em Nº1 |
| ---- | ---------------------------- | ------------------------------------ | ---------------------------- | -------------- |
| 2024 | "Die With A Smile"           | Lady Gaga com Bruno Mars             | Estados Unidos               | 16             |
| 2023 | "Calm Down"                  | Rema com Selena Gomez                | Estados Unidos               | 0              |
| 2022 | "Mon Amour (Remix)"          | Zzoilo com Aitana                    | Espanha                      | 8              |
| 2021 | "Control"                    | Zoe Wees                             | Alemanha                     | 4              |
| 2020 | "Blinding Lights"            | The Weeknd                           | Estados Unidos               |                |
| 2019 | "Bairro"                     | Wet Bed Gang                         | Portugal/ Cabo Verde/ Angola | 9              |
| 2018 | "Faz Gostoso"                | Blaya                                | Brasil/ Portugal             | 13             |
| 2017 | "Despacito"                  | Luis Fonsi com Daddy Yankee          | Porto Rico                   | 10             |
| 2016 | "Break of Dawn"              | Nelson Freitas com Richie Campbell   | Angola/ Portugal             | 10             |
| 2015 | "Encaixa Baby Encaixa"       | Ana Malhoa com D Snow & DJ True Love | Portugal                     | 8              |
| 2014 | "Tá Turbinada"               | Ana Malhoa com D Snow & DJ True Love | Portugal                     | 12             |
| 2013 | "Sube la Temperatura"        | Ana Malhoa                           | Portugal                     | 17             |
| 2012 | "Perdóname"                  | Pablo Alborán com Carminho           | Espanha/ Portugal            | 25             |
| 2011 | "Beautiful Lie"              | KeeMo com Cosmo Klein                | Alemanha                     | 11             |
| 2010 | "Amazing"                    | Inna                                 | Roménia                      | 8              |
| 2009 | "Hot"                        | Inna                                 | Roménia                      | 10             |
| 2008 | "Intervalo"                  | Per7ume com Rui Veloso               | Portugal                     | 9              |
| 2007 | "Say It Right"               | Nelly Furtado                        | Portugal/ Canadá             | 8              |
| 2006 | "A Vida que eu Escolhi"      | Tony Carreira                        | Portugal                     | 7              |
| 2005 | "Para Mim Tanto Me Faz"      | D'ZRT                                | Portugal                     | 13             |
| 2004 | "Dragostea din tei"          | O-Zone                               | Moldávia                     | 12             |
| 2003 | "Já Sei Namorar"             | Tribalistas                          | Brasil                       | 7              |
| 2002 | "The Ketchup Song (Aserejé)" | Las Ketchup                          | Espanha                      | 17             |
| 2001 | "Whenever, Wherever"         | Shakira                              | Colômbia                     | 13             |
| 2000 | "Castelos na Areia"          | Santamaria                           | Portugal                     | 8              |